# La bisbetica domata (film 1929)
La bisbetica domata (The Taming of the Shrew) è un film del 1929, diretto da Sam Taylor. Tratto dalla commedia di William Shakespeare, è l'unico film interpretato insieme dalla coppia Mary Pickford - Douglas Fairbanks. Il film fu girato muto ma poi, con l'avvento del sonoro, vennero aggiunti i dialoghi parlati. Nel finale, quando Caterina enumera tutte le ragioni per cui una donna deve obbedire al proprio marito, Mary Pickford si gira verso la cinepresa e guarda Bianca, la sorella, senza che Petruccio se ne accorga. Bianca sorride comunicando silenziosamente con la sorella, facendo così capire allo spettatore che Caterina non è per niente del tutto domata.
In questa versione ispirata alla commedia di William Shakespeare troviamo Petruccio a zonzo per la città che cavalca un asino al contrario cantando e suonando la cetra, diretto da Caterina. Tra i due scoppierà una battaglia tra sessi e Caterina pur non volendo, sarà costretta a cedere e a sposare Petruccio.

## Trama
A Padova, il ricco mercante Battista annuncia ai pretendenti di sua figlia Bianca che non darà il suo consenso alle nozze finché Caterina, la figlia maggiore, non avrà trovato anche lei un marito. Ma Caterina non ha corteggiatori a causa di un pessimo carattere che fa disperare Battista. Bianca teme seriamente di restare zitella per colpa della sorella che dichiara pubblicamente che non ha nessuna voglia di maritarsi. Da Verona, arriva Petruccio accompagnato dal suo servo Grumio. Petruccio, venuto a sapere della consistente dote di Caterina, si ripromette di conquistare la bisbetica. Ottenuta la mano della ragazza, si presenta vestito come un mendicante e se la porta via a Verona.
Lì, quando arriva a casa, mette in atto una serie di trucchi per sottomettere la moglie che, presa per fame e per stanchezza, alla fine cederà, dichiarando che le donne devono sottostare ai loro uomini.

## Produzione
Il film fu prodotto da Fairbanks e Pickford attraverso le loro case di produzione, The Elton Corp. e The Pickford Corp. con un budget stimato di 504.000 dollari. Venne girato in California, all'Iverson Ranch, all'1 Iverson Lane di Chatsworth, Los Angeles e a The Lot - 1041 N. Formosa Avenue, West Hollywood.

## Distribuzione
Distribuito dall'United Artists, il film uscì nelle sale cinematografiche USA il 30 novembre dopo una prima tenuta il 26 ottobre 1929. Costato circa 500.000 dollari, negli Stati Uniti, incassò un milione di dollari.